# Галле (Нідерланди)
Галле (нід. Halle) — село в нідерландській провінції Гелдерланд. Входить до муніципалітету Бронкгорст. Перша згадка про населений пункт датується 1263 роком.

## Галерея

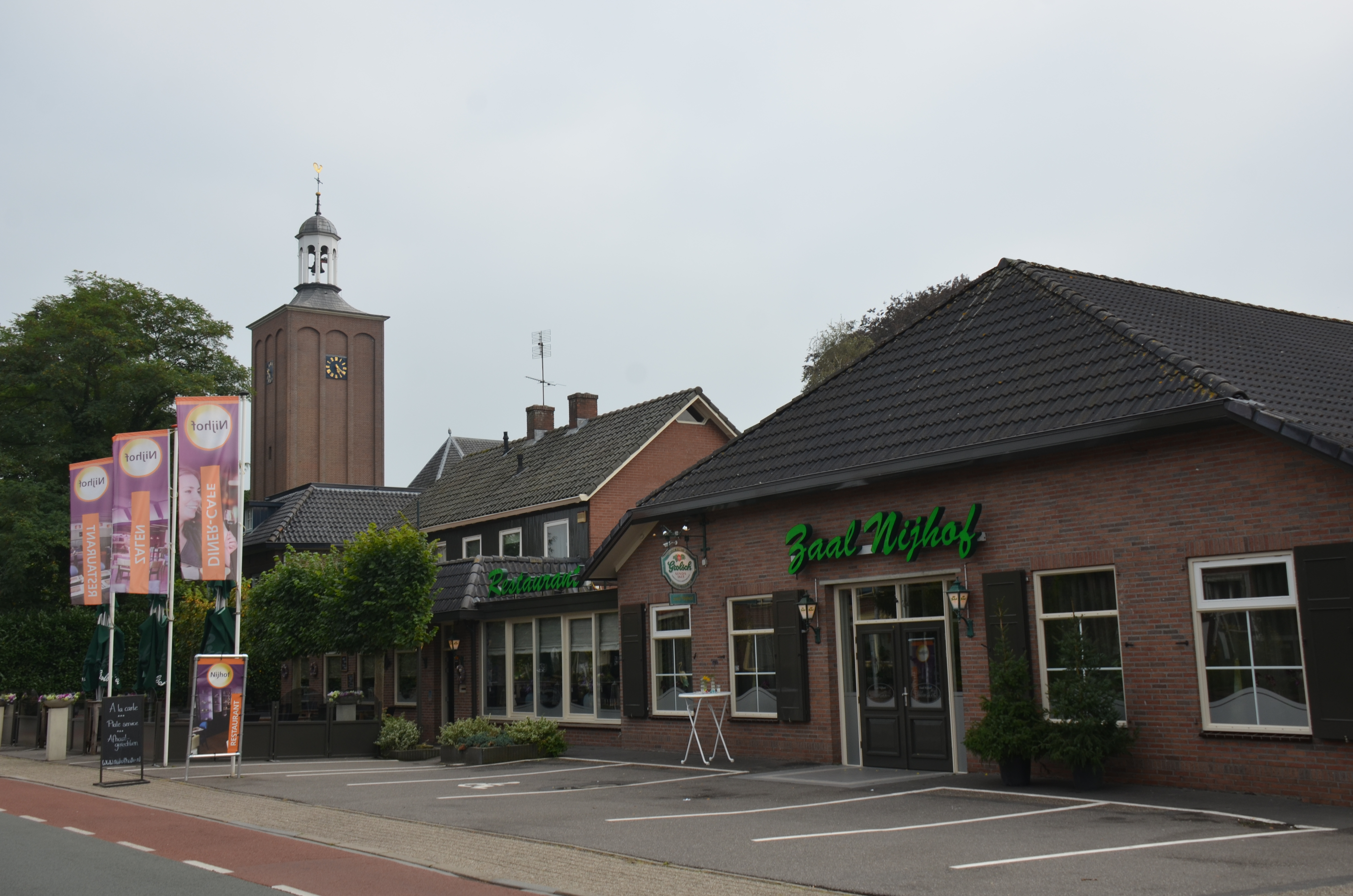
Сільський ресторан
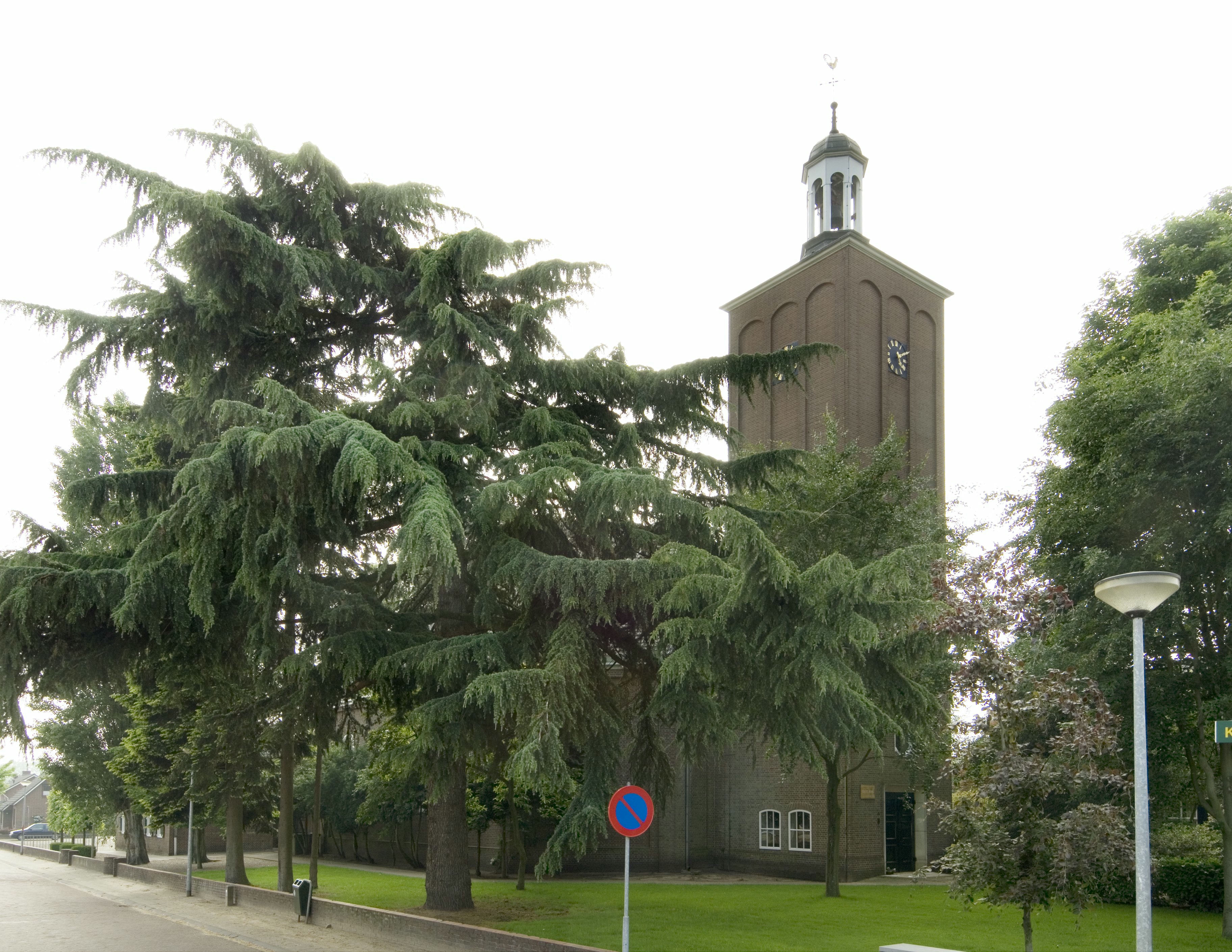
Церква